# Sabiñán
Sabiñán è un comune spagnolo di 921 abitanti situato nella comunità autonoma dell'Aragona.